# Adolfo Leoni
Adolfo Leoni (ur. 13 stycznia 1917 w Gualdo Tadino, zm. 19 października 1970 w Massa) – włoski kolarz szosowy i torowy, złoty medalista mistrzostw świata.

## Kariera
Największy sukces w karierze Adolfo Leoni osiągnął w 1937 roku, kiedy zdobył złoty medal w wyścigu ze startu wspólnego amatorów podczas szosowych mistrzostw świata w Kopenhadze. W zawodach tych wyprzedził bezpośrednio Duńczyka Frode Sørensena oraz Fritza Schellera z Niemiec. Był to jednak jedyny medal wywalczony przez Leoniego na międzynarodowej imprezie tej rangi. Na rozgrywanych dziewięć lat później mistrzostwach świata w Zurychu był ósmy w tej samej konkurencji, tym razem wśród zawodowców. Ponadto wygrał między innymi Coppa Bernocchi i Giro del Veneto w 1939 roku, Mediolan-San Remo w 1942 roku, Giro dell’Emilia w latach 1942 i 1946, Tre Valli Varesine w 1945 roku oraz Giro del Piemonte w 1949 roku. Łącznie dziewięć razy startował w Giro d’Italia, najlepszy wynik osiągając w 1949 roku, kiedy zajął czwartą pozycję w klasyfikacji generalnej. W różnych edycjach włoskiego klasyka Leoni wygrał w sumie 17 etapów. W 1950 roku wziął udział w Tour de France wygrywając jeden z etapów, ale całego wyścigu nie ukończył. Dwukrotnie zdobywał medale szosowych mistrzostw Włoch, w tym złoty ze startu wspólnego w 1941 roku. Ponadto zdobył też wicemistrzostwo Włoch na torze - w 1945 roku był drugi w indywidualnym wyścigu na dochodzenie. Nigdy nie wystąpił na igrzyskach olimpijskich. Jako zawodowiec startował w latach 1938-1952.

## Najważniejsze zwycięstwa i sukcesy
- 1937
  - mistrzostwo świata amatorów w wyścigu ze startu wspólnego
- 1939
  - 1. Coppa Bernocchi
  - 1. Giro del Veneto
- 1941
  - 1. Giro del Lazio
  -  mistrzostwo kraju w wyścigu ze startu wspólnego
- 1942
  - 1. Mediolan-San Remo
  - 1. Giro dell’Emilia
- 1945
  - 1. Tre Valli Varesine
- 1946
  - 1. Giro dell’Emilia
- 1949
  - 1. Giro del Piemonte
- 1950
  - etap w Tour de France